# Виливере
Ви́ливере — деревня в волости Кохила уезда Рапламаа, Эстония.

## География и описание
Расположена в 2,5 километрах к северо-западу от волостного центра — посёлка Кохила, и в 22 километрах к северу от уездного центра — города Рапла. Высота над уровнем моря — 67 метров. На севере примыкает к посёлку Аэспа.
Официальный язык — эстонский. Почтовый индекс — 79744.

## Население
По данным переписи населения 2011 года, в деревне проживали 629 человек, из них 512 (81,4 %) — эстонцы. Летом численность населения возрастает за счёт дачников.
По данным переписи населения 2021 года, в деревне насчитывалось 332 жителя, из них 282 (84,9 %) — эстонцы.
Численность населения деревни Виливере:
| Год  | 1959 | 1970 | 1979  | 1989 | 2000  | 2011  | 2017  | 2018  | 2019  | 2020  | 2021  |
| ---- | ---- | ---- | ----- | ---- | ----- | ----- | ----- | ----- | ----- | ----- | ----- |
| Чел. | 105  | ↘ 76 | ↗ 118 | ↘ 79 | ↗ 209 | ↗ 629 | ↗ 283 | ↗ 286 | ↗ 312 | ↗ 318 | ↗ 332 |

## История
Первые сведения о деревне Виливере и мельнице Виливере относятся к 1586 году (Willefer).
1 января 2012 года участки Перве и Арувялья деревни Виливере объединили с густонаселённой частью деревни Аэспа, и на этой территории образовался сельский посёлок Аэспа.

## Инфраструктура
В Виливере находится центр поддержки людей с физическими или умственными недостатками.
В деревне имеется железнодорожная платформа, на которой останавливаются дизельные поезда по маршруту Таллин—Рапла, Таллин—Лелле, Таллин—Тюри и Таллин—Пярну. Скорые поезда в Виливере не останавливаются.